# Ronald Joseph
Ronald Bert „Ron” Joseph (ur. 9 października 1944 w Chicago) – amerykański łyżwiarz figurowy startujący w parach sportowych z siostrą Vivian Joseph. Brązowy medalista olimpijski z Innsbrucka (1964), wicemistrz świata (1965), mistrz Ameryki Północnej (1965) oraz mistrz Stanów Zjednoczonych (1965).
W 1964 roku rodzeństwo Joseph pierwotnie ukończyło igrzyska olimpijskie na miejscu czwartym. Kilka lat później Międzynarodowy Komitet Olimpijski oficjalnie odebrał reprezentantom RFN, parze Marika Kilius / Hans-Jürgen Bäumler ich srebrne medale olimpijskie, ponieważ podpisali oni profesjonalny kontrakt tuż przed igrzyskami. W 1966 roku reprezentanci RFN oddali swoje medale, ale w 1987 roku niemiecki komitet olimpijski przekazał im medale zastępcze. Tym samym rodzeństwo Joseph zostało brązowymi medalistami, zaś pomimo oddania medali Kilius i Bäumlerowi oraz wycofaniu przeciwko nim poskarżeń Komitetu w 1987 roku, zweryfikowano wyniki przyznając dwa srebrne medale (dla RFN i Kanady) oraz pozostawiając brąz Amerykanom. Wyniki uznano za oficjalne dopiero w 2014 roku.
Ron Joseph otrzymywał stypendium Northwestern University w lekkoatletyce, zdobył brązowy medal na mistrzostwach Big Ten w 1964 roku w skoku w dal. Następnie ukończył szkołę medyczną w Northwestern i został lekarzem specjalizującym się w chorobach wewnętrznych.

## Osiągnięcia
Z Vivian Josephem
| Zawody                           | 1960           | 1961           | 1962           | 1963           | 1964           | 1965           |                |                |                |                |                |                |                |                |                |                |                |
| Międzynarodowe                   | Międzynarodowe | Międzynarodowe | Międzynarodowe | Międzynarodowe | Międzynarodowe | Międzynarodowe | Międzynarodowe | Międzynarodowe | Międzynarodowe | Międzynarodowe | Międzynarodowe | Międzynarodowe | Międzynarodowe | Międzynarodowe | Międzynarodowe | Międzynarodowe | Międzynarodowe |
| -------------------------------- | -------------- | -------------- | -------------- | -------------- | -------------- | -------------- | -------------- | -------------- | -------------- | -------------- | -------------- | -------------- | -------------- | -------------- | -------------- | -------------- | -------------- |
| Igrzyska olimpijskie             |                |                |                |                | 3              |                |                |                |                |                |                |                |                |                |                |                |                |
| Mistrzostwa świata               |                |                |                | 8              | 4              | 2              |                |                |                |                |                |                |                |                |                |                |                |
| Mistrzostwa Ameryki Północnej    |                |                |                | 3              |                | 1              |                |                |                |                |                |                |                |                |                |                |                |
| Krajowe                          |                |                |                |                |                |                |                |                |                |                |                |                |                |                |                |                |                |
| Mistrzostwa Stanów Zjednoczonych | 2 J            | 1 J            | 3              | 2              | 2              | 1              |                |                |                |                |                |                |                |                |                |                |                |